# Raad voor Onroerende Zaken
De Raad voor Onroerende Zaken (ROZ) in Nederland is een vereniging waarin verhuurders/eigenaren van bedrijfsmatig vastgoed zitting hebben en die zich ten doel stelt om te komen tot standaardisering van de huurovereenkomsten en aanverwante documenten die gangbaar zijn bij het beheer en de (ver)huur van vooral bedrijfsmatig vastgoed.

## Ontstaan
De ROZ (althans zijn voorganger) is opgericht in 1934. In eerste instantie als een vereniging van verhuurders van woningen. Later heeft de ROZ zich meer toegelegd op de verhuur van bedrijfsmatig onroerend goed (BOG). Leden die in de raad zitting hadden waren sociale woningverhuurders, pensioenfondsen en verzekeraars. Na de bruteringsoperatie waarbij de sociale woningbouw corporaties zijn verzelfstandigd is de koers van de ROZ drastisch aangepast. Op dit moment is de ROZ de belangenvereniging die toeziet op de ontwikkeling van standaardmodellen voor huurcontracten en aanverwante documenten voor het beheer en management van vastgoed.

## Loket
Anno 2016 ziet met name de JCH (Juridische Commissie Huurzaken, onderdeel van de ROZ, bijgenaamd Het Loket) toe op het up-to-date houden van de standaardmodellen. Enerzijds door in de bestaande modellen aanpassingen door te voeren vanuit de jurisprudentie. Anderzijds door nieuwe wet- en regelgeving inzake huur en verhuur te verwerken in nieuwe modellen.
Er wordt in hoofdzaak onderscheid gemaakt tussen:
- (vrije sector) woonruimte
- winkelruimte
- kantoren en andere bedrijfsruimte
- auto- of garageboxen

Er zijn contracten en documenten beschikbaar in het Nederlands en in het Engels, dit ten behoeve van de vele buitenlandse ondernemingen met een zetel in Nederland. Uitgangspunt is de Nederlandse wet- en regelgeving, meer specifiek het burgerlijk wetboek BW, boek 7, titel 4 Huur.